# Ingalls Shipbuilding
Ingalls Shipbuilding er et skibsværft beliggende i byen Pascagoula i delstaten Mississippi, USA.
Det blev etableret i 1938, og i 2001 blev det en del af Northrop Grumman Ship Systems sammen med Avondale Shipyard. I 2008 blev Northrop Grumman Ship Systems slået sammen med Northrop Grumman Newport News til Northrop Grumman Shipbuilding. I dag er værftet ejet af Huntington Ingalls Industries. 

## Historie
Værftet blev grundlagt af Robert Ingalls i 1938. I begyndelsen byggede skibsværftet handelsskibe, men i 1950 begyndte det byde på forsvarskontrakter. I 1957 blev der indgået en kontrakt om opførelse af 12 atomdrevne angrebs ubåde til United States Navy.
I 1968 blev virksomheden købt af Litton Industries. I april 2001 blev Litton Industries overtaget af Northrop Grumman.
I de seneste år har værftet bygget flere destroyerere i Arleigh Burke-klassen, og er ved at bygge én destroyer fra den nye Zumwalt-klassen.